# 연습곡 (쇼팽)
프레데리크 쇼팽이 작곡한 연습곡은 크게 세 부분으로 나뉜다. 총 27곡이 있으며 작품번호 10번의 12곡, 25번의 12곡과 3개의 새로운 연습곡이 있다.

## 작곡 배경

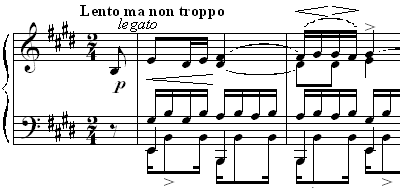
"내 생애에서 이토록 감미로운 멜로디는 처음이다." - 쇼팽

쇼팽의 연습곡은 피아노로 치기에 매우 어렵고 까다로운 작품이었고 기존에는 없는 새로운 방식의 연습틀을 개척해 사회에 큰 반향을 불러 일으켰다. 지금도 피아노를 치는 사람들이면 이 27개의 연습곡은 매우 도전적이어서 현재 콘서트를 비롯한 각종 무대에서 많이 연주된다. 이 때문에 매우 유명한 이곡은 27개 중 뒤의 3개의 새로운 연습곡을 제외한 24개에 모두 별칭이 붙어있다. 하지만 쇼팽이 곡에 별칭을 붙인 게 아니고 후세의 여러 사람들이 새롭게 만든 것이 대부분이다.
연습곡 27개는 모두 쇼팽이 생존해 있을 때 출판되었다. 작품번호 10번은 1829년부터 1832년까지 작곡되었고 1833년에 프랑스, 독일과 영국 등지에서 출판되었다. 작품번호 25번은 1832년부터 1836년부터 작곡되어 1837년에 이전 10번이 출판된 장소에서 대부분 출판되었다. 3개의 새로운 연습곡은 작품번호가 붙어있지 않은 채 1839년에 작곡되어 1840년에 프랑스와 독일에서, 1841년에는 영국에서 출판되었다.
작품번호 10번은 쇼팽이 청소년일 때 작곡되었고 이는 멘델스존의 어린 시절과 자주 비견된다. 또한 쇼팽의 연습곡은 보통 피아노를 연주하는 기술을 배우는 곡을 명작으로 승화시켰다는 평을 듣는다.

## 27개의 연습곡

### 작품번호 10번
쇼팽은 이 12곡을 전부 프란츠 리스트에게 헌정했다.
| 곡명               | 조성       | 곡명                | 조성       |
| ------------------ | ---------- | ------------------- | ---------- |
| 연습곡 Op. 10, 1번 | 다장조     | 연습곡 Op. 10, 7번  | 다장조     |
| 연습곡 Op. 10, 2번 | 가단조     | 연습곡 Op. 10, 8번  | 바장조     |
| 연습곡 Op. 10, 3번 | 마장조     | 연습곡 Op. 10, 9번  | 바단조     |
| 연습곡 Op. 10, 4번 | 올림다단조 | 연습곡 Op. 10, 10번 | 내림가장조 |
| 연습곡 Op. 10, 5번 | 내림사장조 | 연습곡 Op. 10, 11번 | 내림마장조 |
| 연습곡 Op. 10, 6번 | 내림마장조 | 연습곡 Op. 10, 12번 | 다단조     |

### 작품번호 25번
쇼팽은 이 12곡을 전부 프란츠 리스트의 파트너인 마리 다구(Marie d'Agoult) 부인에게 헌정했다.
| 곡명               | 조성       | 곡명                | 조성       |
| ------------------ | ---------- | ------------------- | ---------- |
| 연습곡 Op. 25, 1번 | 내림가장조 | 연습곡 Op. 25, 7번  | 올림다단조 |
| 연습곡 Op. 25, 2번 | 바단조     | 연습곡 Op. 25, 8번  | 내림라장조 |
| 연습곡 Op. 25, 3번 | 바장조     | 연습곡 Op. 25, 9번  | 내림사장조 |
| 연습곡 Op. 25, 4번 | 가단조     | 연습곡 Op. 25, 10번 | 나단조     |
| 연습곡 Op. 25, 5번 | 마단조     | 연습곡 Op. 25, 11번 | 가단조     |
| 연습곡 Op. 25, 6번 | 올림사단조 | 연습곡 Op. 25, 12번 | 다단조     |

### 3개의 새로운 연습곡
| 곡명   | 조성       |
| ------ | ---------- |
| 연습곡 | 바단조     |
| 연습곡 | 내림가장조 |
| 연습곡 | 내림라장조 |

## 같이 보기
- 프레데리크 쇼팽